# Sepp Mall
Sepp Mall (* 31. Dezember 1955 in Graun/Vinschgau in Südtirol, Italien) ist ein deutschsprachiger italienischer Schriftsteller. Er lebt als Autor und Herausgeber in Meran und schreibt Gedichte, Erzählungen, Romane und Hörspiele. Mall arbeitete viele Jahre als Lehrer, 2017 hieß es in einem Interview, er unterrichte in Teilzeit an einer Mittelschule.
Sein Roman Wundränder wurde Schullektüre. Der Roman Ein Hund kam in die Küche wurde 2023 für den Deutschen Buchpreis nominiert.
Sepp Mall ist Gründungsmitglied der Südtiroler Autorenvereinigung (SAV), Mitglied der Grazer Autorenversammlung sowie der IG Autorinnen Autoren (Wien).

## Werke
- Läufer im Park. Gedichte. Haymon, Innsbruck 1992.
- Verwachsene Wege. Erzählung. Haymon, Innsbruck 1993.
- Brüder. Erzählung. Haymon, Innsbruck 1996.
- Landschaft mit Tieren, unter Sträuchern hingeduckt. Gedichte. Haymon, Innsbruck / Wien 1998, ISBN 3-85218-264-6.
- mit Sabine Gruber, Kurt Lanthaler, Anita Pichler und Josef Oberhollenzer: Espresso mortale. Kriminalroman. Erschien als Fortsetzungsroman in der „Neuen Südtiroler Tageszeitung“ 1996/97.
- Textbilder zusammen mit dem Bildhauer und Graphiker Ulrich Egger, dazu Ausstellungskatalog Vertraute Orte (1999).
- Inferno solitario. Stücke. Innsbruck, Skarabaeus 2002, ISBN 3-7082-3101-5.
- Wundränder. Roman. Haymon, Innsbruck / Wien 2004, ISBN 3-85218-458-4. (Als Haymon Taschenbuch 75; Innsbruck-Wien 2011, ISBN 978-3-85218-875-1.)
- Wo ist dein Haus?. Gedichte. Haymon, Innsbruck / Wien 2007, ISBN 978-3-85218-544-6.
- Letzte Ausfahrt. Erzählung. Ed. Alpha & Beta, Meran 2010, ISBN 978-88-7223-134-0.
- Berliner Zimmer. Roman. Haymon, Innsbruck-Wien 2012, ISBN 978-3-85218-721-1.
- Schläft ein Lied. Gedichte. Haymon, Innsbruck-Wien 2014, ISBN 978-3-7099-7142-0.
- Hoch über allem. Roman. Haymon, Innsbruck-Wien 2017, ISBN 978-3-7099-7297-7.
- Ein Hund kam in die Küche. Roman. Leykam, Graz Wien Berlin 2023, ISBN 978-3-7011-8286-2.

## Herausgeberschaft
- Mitherausgeber der Skolast-Sondernummer Literatur (mit Josef Oberhollenzer).
- Herausgeber (mit Elmar Locher und Rut Bernardi): Leteratura Literatur letteratura – Texte aus Südtirol. edition sturzflüge, Bozen 1999.
- Über beide Ohren. Jugendliche schreiben Hörspiele. Skarabaeus-Verlag, Innsbruck-Wien 2006, ISBN 3-7082-3218-6.

## Preise und Auszeichnungen
- 1. Lyrikpreis beim Kunstpreis der Stadt Innsbruck 1990
- Lyrikpreis Meran 1996
- Österreichisches Staatsstipendium 1996/97
- Innsbruck liest 2005; Der Roman 'Wundränder' wird als Gratisbuch in Innsbruck verteilt
- Großes Literaturstipendium des Landes Tirol für die Jahre 2017 und 2018
- Premio Merano 2024 mit Ein Hund kam in die Küche[4]